# Zhu Qi (giocatore di calcio a 5)
Zhu Qi (朱琪S, Zhū QíP; 2 giugno 1972) è un ex calciatore ed ex giocatore di calcio a 5 cinese.

## Carriera
Originario dello Jiangsu, Zhu ha disputato il FIFA Futsal World Championship 1996 in cui la nazionale cinese di calcio a 5 è stata eliminata nel girone del primo turno comprendente Paesi Bassi, Russia e Argentina.